# Union de transports aériens
Pour les articles homonymes, voir UTA.
Ne doit pas être confondu avec UTair.
UTA va où vous rêvez d'aller
Union de transports aériens (plus connue sous son sigle UTA) est une ancienne compagnie aérienne française. Il s'agissait d'une société anonyme à participation ouvrière, héritière de l'Union aéromaritime de transport (UAT) et des Transports aériens intercontinentaux (TAI).

## Histoire

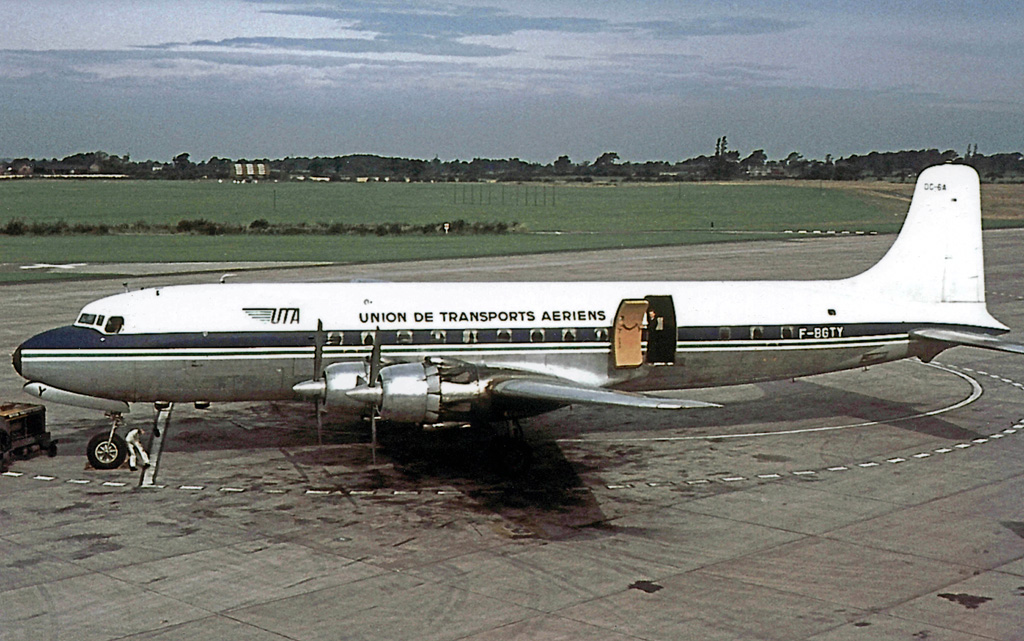
DC6A à Manchester en 1964.

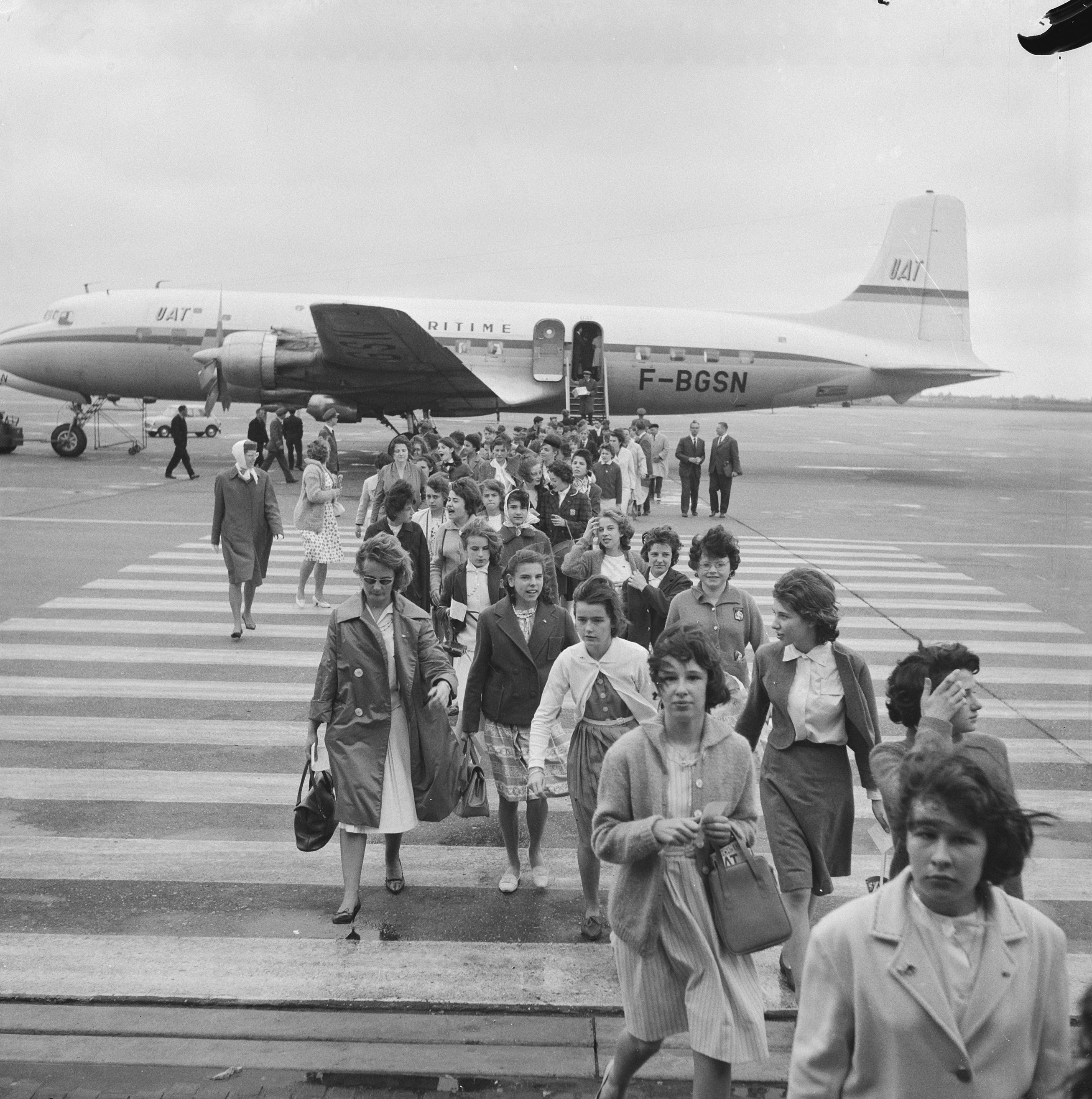
Douglas DC-6B de l'UAT, immatriculé F-BGSN, d'où débarquent le 19 juin 1962, à l'aéroport d'Amsterdam-Schiphol, un groupe de jeunes filles de la région parisienne, en voyage scolaire d'une journée.

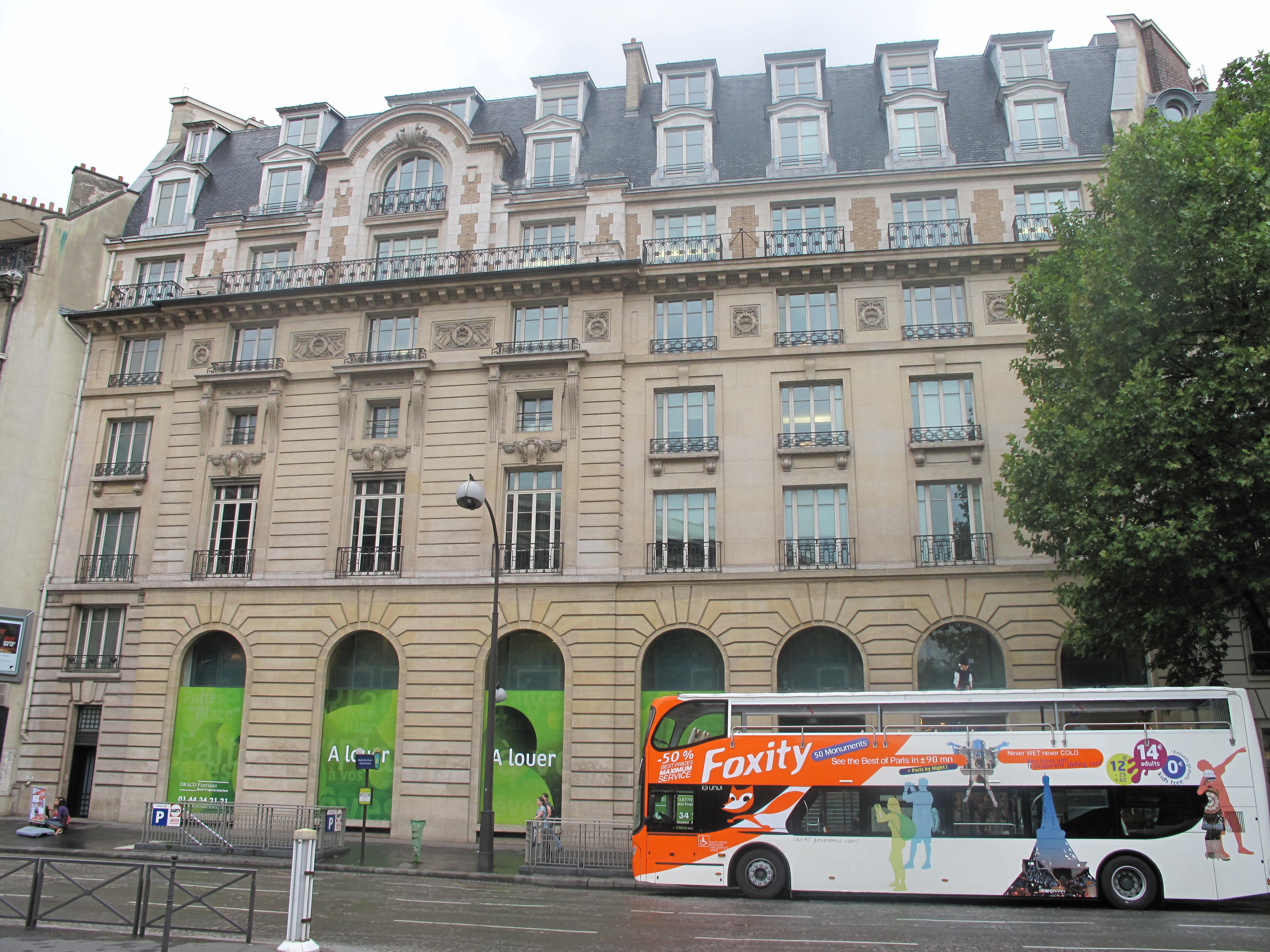
L'ancien siège social d'UTA.

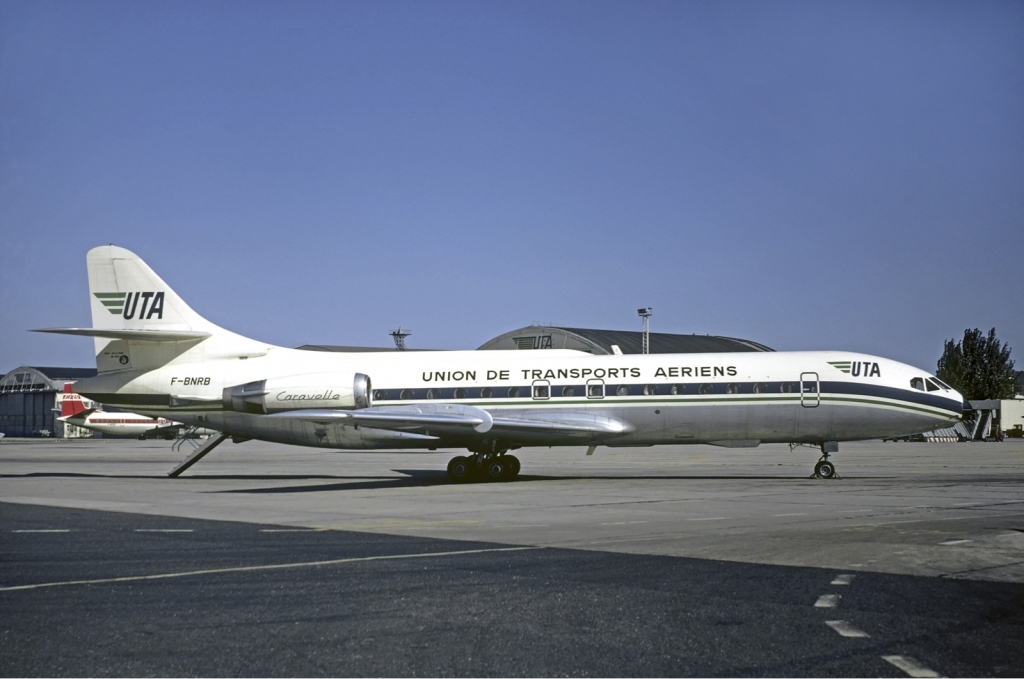
Caravelle au Bourget en 1972.

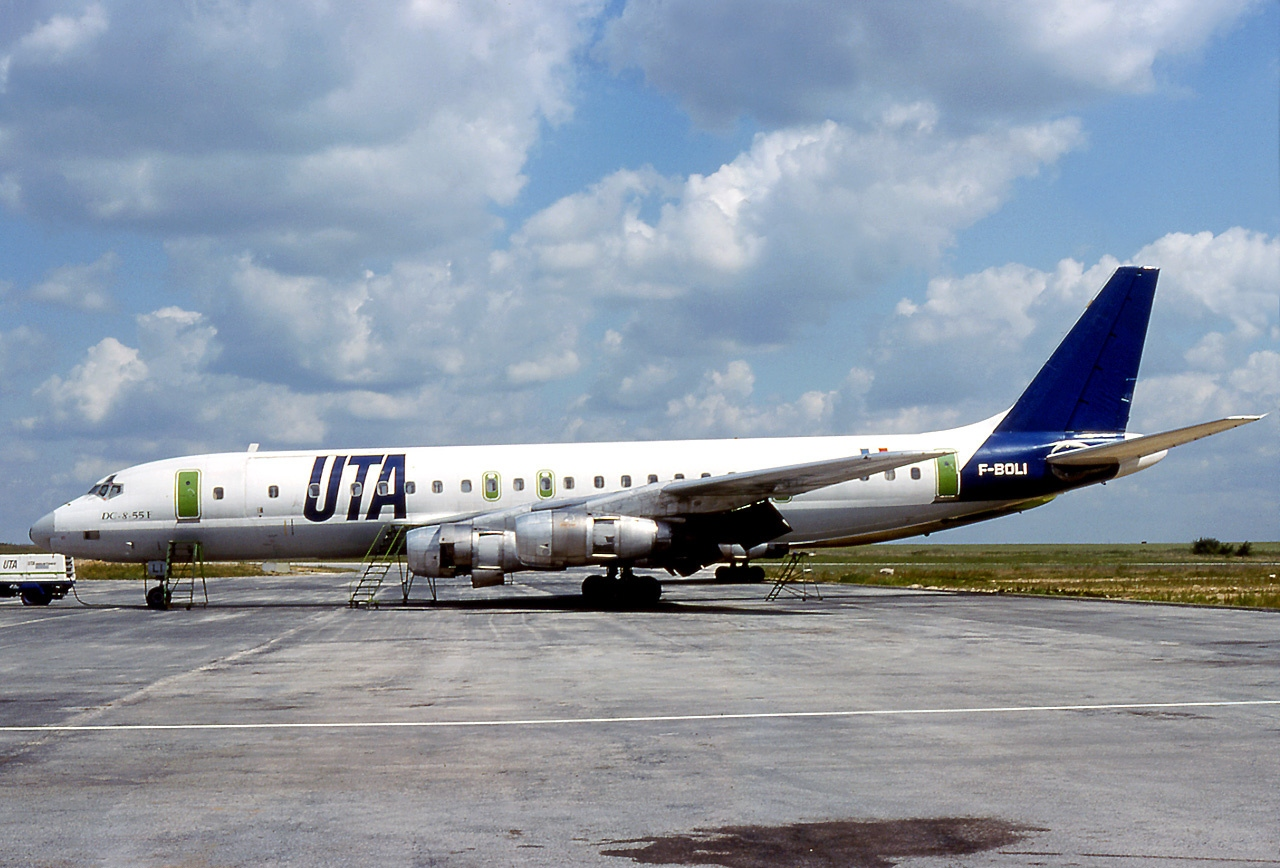
DC-8-55F à Paris Charles De Gaulle en 1979.

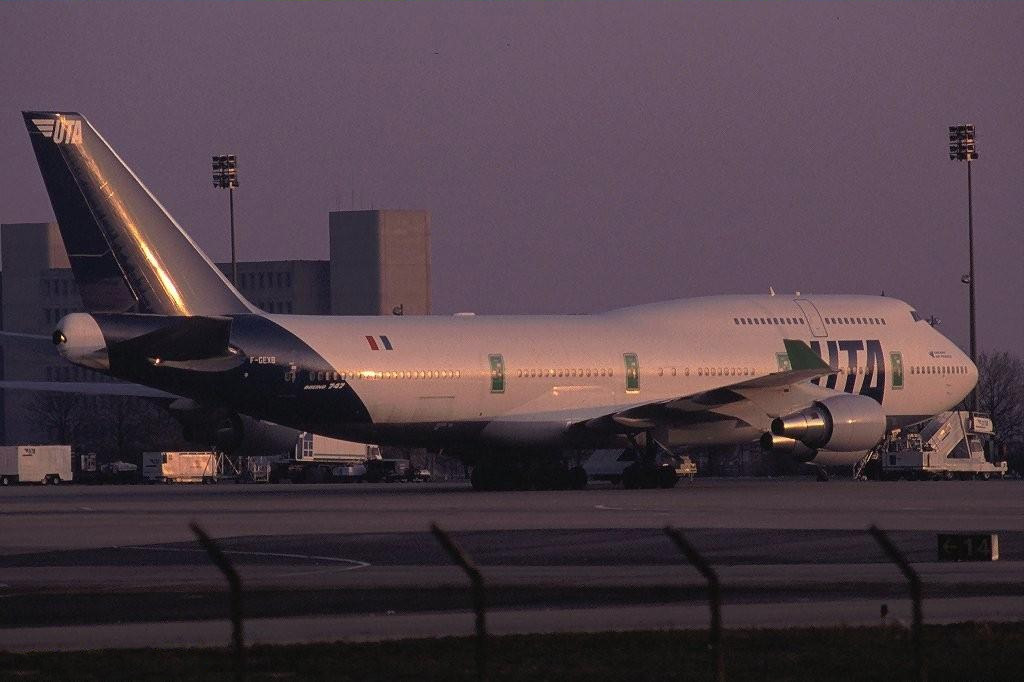
Boeing 747 F-GEXB d'UTA.

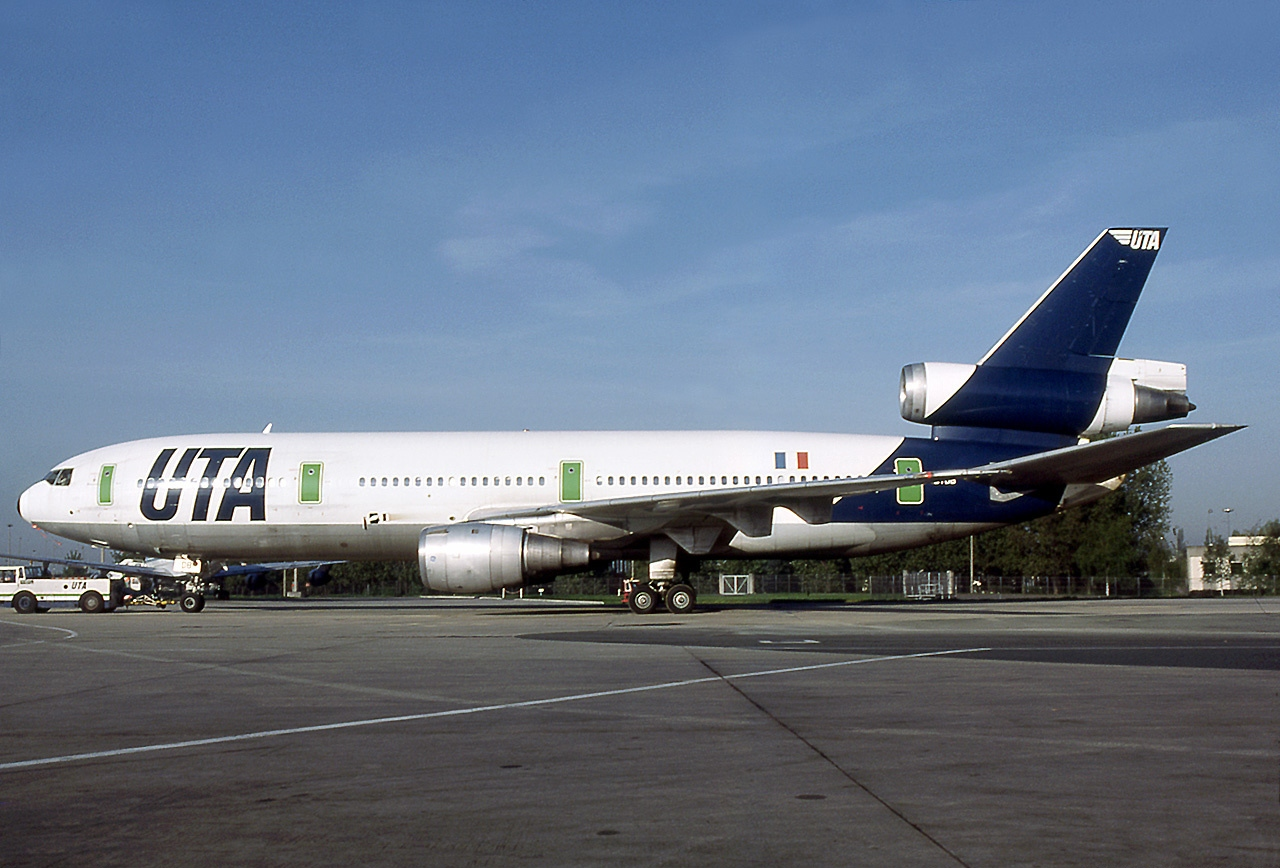
McDonnell Douglas DC-10-30 d'UTA en 1986.

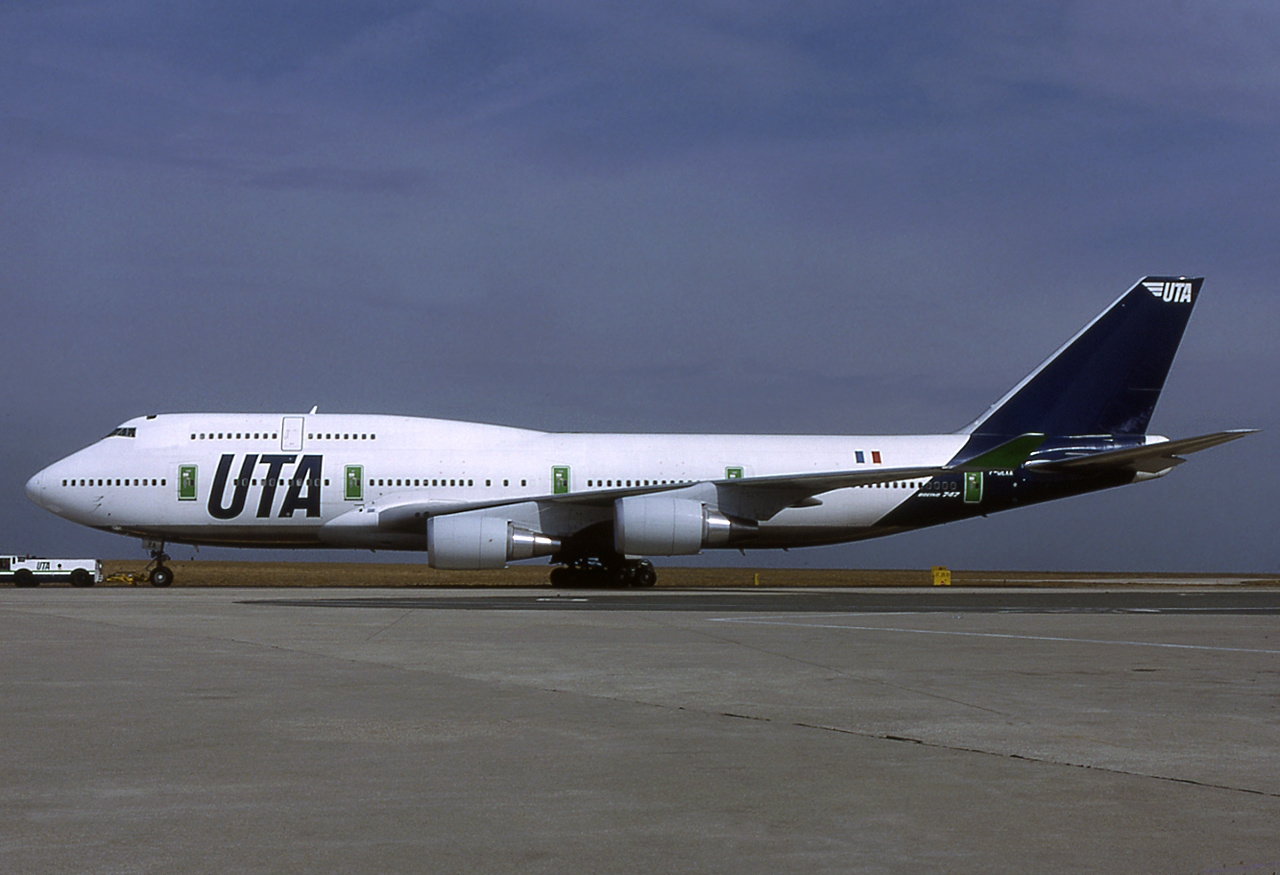
Boeing 747-400 d'UTA en septembre 1990.

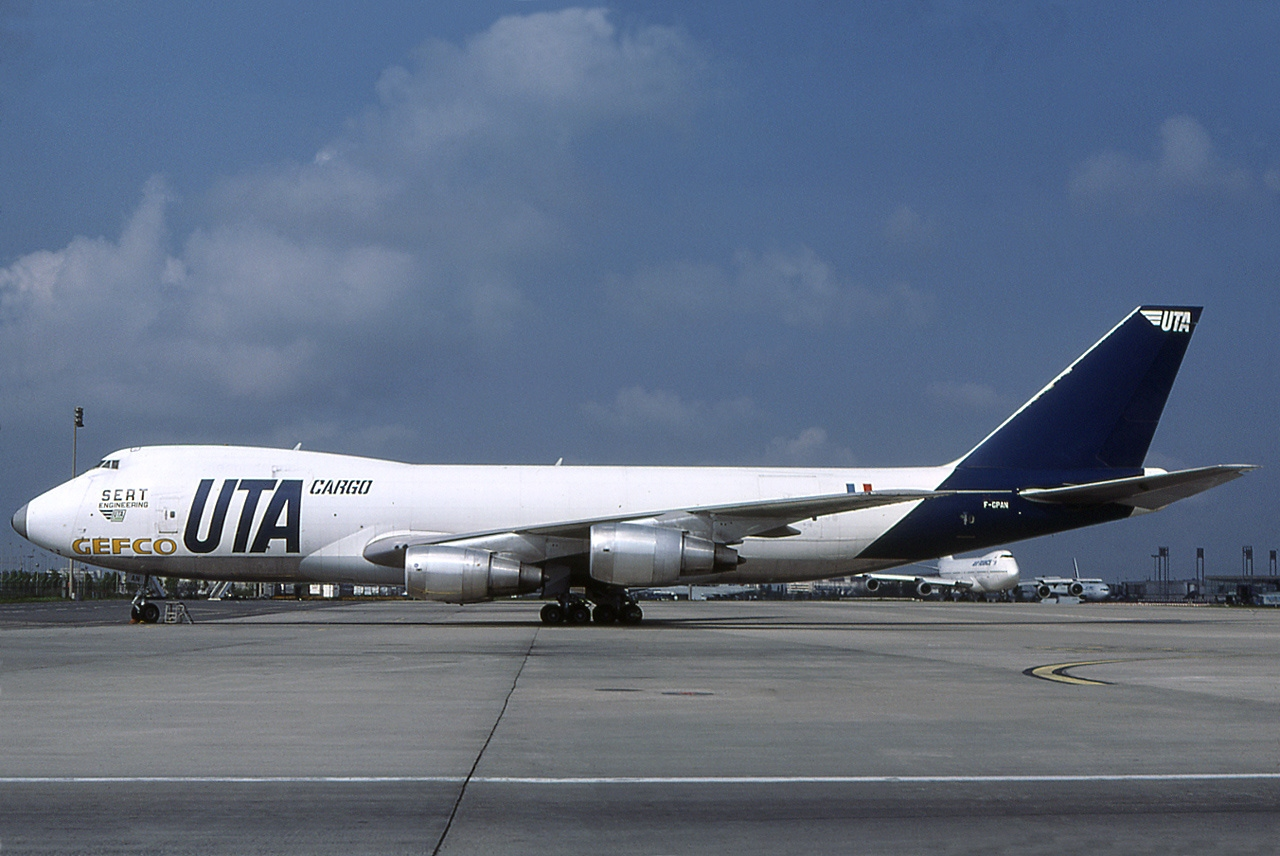
Boeing 747-200F d'UTA en 1980.

L'année 1934 voit la faillite de l'Aéropostale et l'échec de la tentative de reprise de la société par les Chargeurs réunis qui en 1935 créée Aéromaritime.
En 1949, Aéromaritime s'associe avec la Société aérienne de transports internationaux (SATI, créée en 1948) et crée l'Union aéromaritime des transports (UAT) le 13 octobre. Le capital est réparti entre Chargeurs réunis à 40 %, Air France à 40 %, Jean Combard et Roger Loubry (créateurs de la SATI) à 20 %.
En 1952, l'UAT est l'une des premières compagnies au monde à mettre en service des avions à réaction, avec l'introduction des Comet 1. Le 1er mai 1955, c'est la prise de contrôle d'Aigle Azur (créée en 1946 par Sylvain Floirat).
En 1958, la société des Transports Aériens Intercontinentaux (TAI) qui devient plus tard UTA, achète Air Tahiti. Cette dernière deviendra le 1er janvier 1970, Air Polynésie (filiale d'UTA).
En 1963, UAT fusionne avec TAI (Transports aériens intercontinentaux, créée le 1er juin 1946) pour créer le groupe UTA. Francis Fabre devient président du groupe en 1969 jusqu'en 1981. La société se développe rapidement pour devenir la 30e compagnie aérienne au monde.
En 1966, c'est la création de la Compagnie aéromaritime d'affrètement, plus souvent désignée Aéromaritime, filiale chargée initialement de vols passagers et cargo à la demande exploitant des avions affrétés ou loués à UTA.
En janvier 1971, l'Aéromaritime est chargée de l'exploitation des Super Guppy assurant le transport des éléments d'Airbus entre les diverses usines du consortium européen.

### 1986 – 1989: Expansion contrariée du réseau
Le 20 juin 1987, UTA annonce une commande ferme de 6 Airbus A340 et 6 options pour des livraisons prévues entre 1992 et 1994. C'est la première commande d'avions Airbus dans l'histoire de la compagnie.
Au milieu des années 1980, la compagnie est confrontée à la chute du trafic en Afrique et dans le Pacifique. UTA demande donc aux instances de régulation la possibilité de desservir d'autres destinations pour améliorer sa situation financière. Elle obtient en 1986 la desserte de San-Francisco, en concurrence avec Air France. En contrepartie, Air France obtient la possibilité de desservir Tahiti.
En septembre 1987, le premier ministre Jacques Chirac refuse d'autoriser UTA à desservir New-York. Cette demande avait été critiquée en février 1987 par Jacques Friedman, président d'Air France et ami proche de Jacques Chirac, au prétexte que « l'arrivée d'UTA à New-York aggraverait la surcapacité sur l'Atlantique nord, nous affaiblirait face à nos grands concurrents américains et mordrait sur notre clientèle au départ de Paris ». Le Conseil supérieur de l'aviation marchande (CSAM) avait pourtant donné son accord à une telle desserte en juin 1987.
Le 24 novembre 1988, Michel Delebarre, nouvellement nommé ministre des Transports et de la Mer, annonce dans une allocution devant le CSAM le maintien du principe de non-concurrence entre UTA, Air France et Air Inter.
Au début de 1989, UTA lance une grande offensive publicitaire dans les quotidiens régionaux pour obtenir le droit de desservir l'aéroport de Newark à New-York depuis cinq grandes villes de province (Toulouse, Marseille, Bordeaux, Mulhouse et Lille). La demande officielle est transmise le 2 février 1989 à Michel Delebarre. Le CSAM approuve la demande d'UTA le 10 mai 1989 pour trois villes (Toulouse, Marseille et Bordeaux). Michel Delebarre confirme le 2 juin la permission d'opérer sur ces trois lignes à partir de septembre.
Quelques mois plus tard, le 19 septembre 1989, le vol 772 UTA reliant l'aéroport de Maya-Maya (Brazzaville) à l'aéroport de Paris-Charles-de-Gaulle, assuré par un DC-10, est la cible d'un attentat terroriste commandité par la Libye. Aucun des 170 passagers et membres d'équipage ne survit à la catastrophe.

### 1989 – 1992: Fusion avec Air France
Le contrôle de la compagnie passe à Air France le 12 janvier 1989 à la suite du rachat de la majorité des parts de Jérôme Seydoux, successeur de Francis Fabre à la présidence de Chargeurs SA.
Bernard Attali, président d'Air France, annonce le 18 avril 1990 des mesures de rationalisation des opérations entre les trois compagnies du Groupe Air France. UTA conserve la filiale Aéromaritime et récupère la desserte exclusive de San-Francisco mais perd la desserte de New-York depuis la province au profit d'Air France.
La fusion UTA et Air France est progressive et la première étape est franchie le 1er janvier 1992 avec le transfert de toute l'activité aérienne d'UTA (flotte, exploitation commerciale et effectifs) à Air France. Dans la coquille aux trois quarts vide de l'UTA, ne subsistaient plus que l'activité industrielle, et les loyers versés par Air France pour la location gérance de l'activité aérienne.
Le décret 92-1322 du 18 décembre 1992 autorise officiellement la fusion-absorption entre la Compagnie nationale Air France et la société UTA. La société issue de la fusion-absorption retient le nom de Compagnie nationale Air France et obtient le statut de société anonyme à participation ouvrière.
Le problème posé à Air France par l'absorption d'UTA, était l'existence de la Coopérative de Main-d’Œuvre, qui l'aurait obligée à payer 15/90e de la valeur de liquidation d'UTA.
Par décision de l'assemblée générale extraordinaire du 29 décembre 1992, Air France, société à participation ouvrière régie par la loi de 1917, a absorbé la Compagnie UTA. Tout son patrimoine a été transféré à Air France. Dans le même temps, la dénomination sociale d'Union de transports aériens disparaissait, pour être remplacée par celle de Compagnie nationale Air France. Les statuts ont été modifiés, pour tenir compte de la transformation de la société en entreprise publique de premier rang, mais la forme de société à participation ouvrière a été conservée. Pour procéder à l'échange des actions de l'UTA contre les actions d'Air France, il convenait de procéder à l'estimation de la valeur relative d'UTA par rapport à celle d'Air France.
La fusion effective et la disparition du pavillon UTA est réalisée le 31 décembre 1992.
C'est sa structure juridique qui est aujourd'hui celle du groupe Air France-KLM, holding contrôlant Air France et KLM Royal Dutch Airlines (KLM).

## Identité visuelle

### Logotypes

Évolutions des représentations visuelles :

## Liste des présidents de la compagnie
- Georges Fayet : 1963-1969
- Francis Fabre : 1969-1981
- René Lapautre : 1981-1990

## Flotte
UTA a majoritairement exploité des avions McDonnell Douglas et Boeing.
En 1970, la compagnie aérienne exploite les avions suivants :
- Beechcraft Model 18 (1 avion) ;
- Douglas DC-4 (1 avion) ;
- Douglas DC-8-30-50 et 62 (7 avions) ;
- Douglas DC-8F (1 avion) ;
- Sud-Aviation Caravelle (2 avions).

À partir de 1970, certains DC-8 d'UTA sont retirés du service et intègrent l'Escadron de transport 3/60 Esterel ainsi que l'Escadron électronique 51 Aubrac en tant que DC-8 Sarigue, ils restent opérationnel jusqu'en 2004.
Au 30 septembre 1976, la flotte de la compagnie était composée de :
- Douglas DC-10-30 (6 avions) ;
- Douglas DC-8 62 et 63 (5 avions) ;
- Douglas DC-8 Cargo (3 avions) ;
- Douglas DC-8 53 (1 avion) ;
- Fokker F27 (2 avions)
- Sud-Aviation Caravelle (1 avion) ;
- Britten-Norman (1 avion).

En 1978, la flotte aérienne de la compagnie est composée de :
- Boeing 737 200 (2 avions) ;
- Douglas DC-8F (4 avions) ;
- Douglas DC-8 62 et 63 (5 avions) ;
- Douglas DC-10-30 (6 avions) ;
- Fokker F27 (2 avions).

Au 31 décembre 1990, la compagnie aérienne utilise les appareils suivants : 
- McDonnell Douglas DC-10 (6 avions dont 4 en location) ;
- Boeing 747-200F (2 avions) ;
- Boeing 747-200C (1 avion) ;
- Boeing 747-300C (4 avions) ;
- Boeing 747-400 (2 avions).

En outre, six Airbus A340 et un Boeing 767-300 font l'objet de commandes fermes.

## Personnel
Les effectifs du groupe UTA atteignaient 8 367 personnes au 31 décembre 1990 dont pour la seule compagnie UTA : 6 771 (personnel navigant : 1 248, personnel outre-mer : 1 269, personnel au sol en métropole : 4 254).
UTA se plaçait au 34e rang des 204 compagnies membres de l'AITA pour le trafic international passagers et au 27e rang pour le trafic fret.

## Maintenance
Sur le site du Bourget, existait un département spécialisé dans la maintenance de sa flotte puis celle d'Air France. Ce département réalisait également des réaménagements intérieur de cellule, des peintures complètes d'appareils, y compris pour d'autres compagnies aériennes comme la Swissair.
Deux Aero Spacelines Super Guppy ont été construits sur le site du Bourget pour le compte d'Airbus Industries : en 1976 le Guppy no 3, et en 1981 le no 4, devenu avion cargo transporteur de la NASA.

## Incidents et accidents
L'Union de Transports Aériens (UTA), compagnie aérienne française active de 1963 à 1992, a été impliquée dans plusieurs accidents et incidents au cours de son histoire, dont certains ont entraîné des pertes humaines et des destructions d'appareils. Parmi ceux-ci, l'attentat terroriste du vol UTA 772 en 1989 reste l'événement le plus marquant, considéré comme l'une des pires catastrophes de l'aviation française. Cette section recense les principaux accidents et incidents impliquant des avions d'UTA ou de ses prédécesseurs, notamment l'Union Aéromaritime de Transport (UAT).
Liste des accidents et incidents
1. 29 mars 1959 – Explosion en vol d’un Nord Noratlas, République centrafricaine  Un Nord Noratlas (immatriculation F-BGZB), opéré par UAT, explose en vol entre Berbérati et Bangui, tuant les neuf occupants, dont Barthélemy Boganda, premier ministre du territoire autonome de la République centrafricaine. L’enquête évoque une possible défaillance structurelle ou un sabotage, sans conclusion définitive.
2. 26 décembre 1958 – Crash d’un Douglas DC-6B à Salisbury, Rhodésie (Zimbabwe)  Un Douglas DC-6B (immatriculation F-BGTZ) s’écrase peu après son décollage de Salisbury (aujourd’hui Harare) dans une tempête tropicale. Une rafale descendante est identifiée comme la cause principale. Sur les 70 occupants, trois passagers perdent la vie.
3. 2 octobre 1964 – Crash d’un Douglas DC-6B près de Grenade, Espagne  Un Douglas DC-6B (immatriculation F-BHMS) s’écrase sur le mont Alcazaba, près de Grenade, lors d’un vol entre Palma de Majorque et Port-Étienne (Nouadhibou, Mauritanie). Les 80 occupants (73 passagers et 7 membres d’équipage) périssent. La cause reste indéterminée, bien que des conditions météorologiques ou une erreur de navigation soient suspectées.
4. 12 juillet 1972 – Détournement d’un vol Abidjan-Paris  Un vol régulier d’UTA reliant Abidjan à Paris est détourné par des pirates de l’air, entraînant la mort de deux personnes. Les circonstances exactes de cet incident restent peu documentées.
5. 16 mars 1985 – Incendie d’un Boeing 747 à Paris-Charles-de-Gaulle  Un Boeing 747-3B3 (immatriculation F-GDUA) est détruit au sol à l’aéroport de Paris-Charles-de-Gaulle par un incendie accidentel déclenché lors d’une opération de nettoyage. Une cigarette mal éteinte dans une toilette serait à l’origine du sinistre. Aucun occupant n’était à bord, évitant toute victime.
6. 19 septembre 1989 – Attentat du vol UTA 772 au-dessus du Niger  Le vol UTA 772, opéré par un McDonnell Douglas DC-10-30 (immatriculation N54629), explose en vol au-dessus du désert du Ténéré, 46 minutes après son décollage de N’Djamena (Tchad), en route vers Paris. Les 170 occupants (156 passagers et 14 membres d’équipage) périssent. L’enquête conclut à un attentat terroriste orchestré par des agents libyens, en représailles au soutien français au Tchad. En 1999, six responsables libyens sont condamnés par contumace par la justice française. Un mémorial est érigé en 2007 près du site du crash, financé par les indemnisations libyennes. Cet événement est la catastrophe la plus meurtrière impliquant UTA.

Contexte et conséquences
Les incidents d’UTA reflètent les défis de ses opérations, notamment sur des routes africaines aux conditions météorologiques et infrastructures souvent difficiles. L’attentat du vol 772 a marqué un tournant, influençant les politiques de sécurité aérienne et les relations internationales, notamment entre la France et la Libye. La fusion d’UTA avec Air France (1990-1992) a mis fin à ses activités, mais les enseignements tirés de ces événements ont renforcé les normes de sécurité dans l’aviation civile.